# IBEX Small Cap
IBEX Small Cap (IBEXS) es un índice bursátil elaborado por Bolsas y Mercados Españoles (BME) que agrupa a las empresas cotizadas de pequeña capitalización de las cuatro bolsas españolas que cotizan a través del Sistema de Interconexión Bursátil Español (SIBE). Es un índice ponderado por capitalización. Está formado por las 30 compañías más importantes después del IBEX Medium Cap. Su ISIN es ES0SI0000021.

## Historia
El 1 de marzo de 2005, Bolsas y Mercados Españoles anunciaron que iban a crear los índices IBEX Medium Cap (valores de mediana capitalización) e IBEX Small Cap (valores de pequeña capitalización) y se crearon el 1 de julio de 2005.

## Selección de su composición
La entrada o salida de valores en su composición es revisada semestralmente por unos criterios específicos según un grupo de expertos que se encarga de decidir quién se merece un puesto en el índice y quién no denominado Comité Asesor Técnico (CAT). Sus reuniones son en junio y diciembre y a efecto sus decisiones se harán efectivas el primer día hábil de julio y de enero respectivamente, no obstante, pueden celebrarse reuniones extraordinarias ante circunstancias que así lo requieran. No existe un mínimo ni un máximo de cambios a realizar, pudiendo ser ninguno o tantos como sea pertinente.
Criterios:
- Sus empresas no deben formar parte del IBEX 35 ni del IBEX Medium Cap.
- Deben tener un porcentaje de capital flotante superior al 15% y una rotación anualizada sobre el capital flotante real superior al 15%. Siendo el capital flotante el número de títulos efectivamente en circulación en el mercado.

Con todo ello se establece un ranking y los primeros 20 valores pertenecerán al IBEX Medium Cap y los 30 siguientes al IBEX Small Cap.

## Composición
En la siguiente tabla, se indican los 29 valores que componen el IBEX Small Cap a 8 de mayo de 2024:
| Ticker | Empresa                           | Sede               | Sector                                    | ISIN         |
| ------ | --------------------------------- | ------------------ | ----------------------------------------- | ------------ |
| AZK    | Azkoyen                           | Peralta            | Ingeniería y otros                        | ES0112458312 |
| ADX    | Audax Renovables                  | Badalona           | Energías renovables                       | ES0136463017 |
| AEDAS  | AEDAS Homes                       | Madrid             | Inmobiliarias y otros                     | ES0105287009 |
| AI     | Airtificial                       | Madrid             | Ingeniería y otros                        | ES0152768612 |
| AMP    | Amper                             | Pozuelo de Alarcón | Electrónica y software                    | ES0109260531 |
| BKY    | Berkeley Energía                  | Madrid             | Mineral, metales y transformación         | AU000000BKY0 |
| DIA    | DIA                               | Las Rozas          | Comercio                                  | ES0126775032 |
| ECR    | Ercros                            | Barcelona          | Industria química                         | ES0125140A14 |
| GSJ    | San José                          | Pontevedra         | Construcción                              | ES0180918015 |
| LRE    | Lar España                        | Madrid             | SOCIMI                                    | ES0105015012 |
| MCM    | Miquel y Costas                   | Barcelona          | Papel y artes gráficas                    | ES0164180012 |
| MDF    | Duro Felguera                     | Gijón              | Ingeniería y otros                        | ES0162600003 |
| NEA    | Nicolás Correa                    | Burgos             | Fabricación y montaje de bienes de equipo | ES0166300212 |
| NXT    | NEXTIL                            | Madrid             | Textil, vestido y calzado                 | ES0126962069 |
| OHLA   | OHLA                              | Madrid             | Construcción                              | ES0142090317 |
| OLE    | Deoleo                            | Rivas-Vaciamadrid  | Alimentación y bebidas                    | ES0110047919 |
| PRS    | Prisa                             | Madrid             | Medios de comunicación y publicidad       | ES0171743901 |
| RIO    | Bodegas Riojanas                  | Cenicero           | Alimentación y bebidas                    | ES0115002018 |
| CASH   | Prosegur Cash                     | Madrid             | Otros servicios                           | ES0105229001 |
| DOM    | Global Dominion Access            | Bilbao             | Ingeniería y otros                        | ES0105130001 |
| ENER   | Ecoener                           | La Coruña          | Energías renovables                       | ES0105548004 |
| GAM    | General de alquiler de maquinaria | Madrid             | Otros servicios                           | ES0141571192 |
| NTH    | Naturhouse Health                 | Madrid             | Alimentación y bebidas                    | ES0105043006 |
| HOME   | Neinor Homes                      | Bilbao             | Inmobiliarias y otros                     | ES0105251005 |
| ORY    | Oryzon Genomics                   | Madrid             | Productos farmacéuticos y biotecnología   | ES0167733015 |
| REN    | Renta Corporación                 | Barcelona          | Inmobiliarias y otros                     | ES0173365018 |
| SOL    | Soltec Power                      | Molina de Segura   | Energías renovables                       | ES0105513008 |
| UBS    | URBAS                             | Madrid             | Inmobiliarias y otros                     | ES0182280018 |
| TRG    | Tubos Reunidos                    | Amurrio            | Fabricación y montaje de bienes de equipo | ES0180850416 |